# كأس العالم لكرة الماء للنساء 1980
كأس العالم لكرة الماء للنساء 1980 كان الموسم الثاني من كأس فينا للنساء، وجرت المنافسات في بريدا، هولندا، في الفترة بين 11 إلى 13 يوليو. ونظمت من قبل الاتحاد الدولي للسباحة (FINA).
وتوج منتخب هولندا بكأس البطولة. فيما حل منتخب الولايات المتحدة في المركز الثاني، ومنتخب كندا في المركز الثالث.

## المباريات
|                  | هولندا | الولايات المتحدة | كندا   | أستراليا | هولندا 2 |
| ---------------- | ------ | ---------------- | ------ | -------- | -------- |
| هولندا           |        | 8 – 7            | 4 – 4  | 7 – 6    | 18 – 0   |
| الولايات المتحدة | 7 – 8  |                  | 5 – 3  | 6 – 6    | 13 – 3   |
| كندا             | 4 – 4  | 3 – 5            |        | 6 – 5    | 12 – 9   |
| أستراليا         | 6 – 7  | 6 – 6            | 5 – 6  |          | 7 – 1    |
| هولندا II        | 0 – 18 | 3 – 13           | 9 – 12 | 1 – 7    |          |

## النتائج
|    | الفريق           | النقاط | المباريات | الفوز | التعادل | الخسارة | GF | GA | الفارق |
| -- | ---------------- | ------ | --------- | ----- | ------- | ------- | -- | -- | ------ |
| 1. | هولندا           | 7      | 4         | 3     | 1       | 0       | 37 | 17 | +20    |
| 2. | الولايات المتحدة | 5      | 4         | 2     | 1       | 1       | 31 | 20 | +11    |
| 3. | كندا             | 5      | 4         | 2     | 1       | 1       | 25 | 23 | +2     |
| 4. | أستراليا         | 3      | 4         | 1     | 1       | 2       | 24 | 20 | +4     |
| 5. | هولندا 2         | 0      | 4         | 0     | 0       | 4       | 13 | 50 | –37    |

## الترتيب النهائي
| الترتيب | الفريق           |
| ------- | ---------------- |
|         | هولندا           |
|         | الولايات المتحدة |
|         | كندا             |
| 4.      | أستراليا         |
| 5.      | هولندا II        |

| كأس العالم لكرة الماء للسيدات 1980 |
| ---------------------------------- |
| · هولندا · للمرة الأولى            |